# Coobowie
Coobowie – miasto w Australii, w stanie Australia Południowa.